# Corynanthe pachyceras
Corynanthe pachyceras là một loài thực vật có hoa trong họ Thiến thảo. Loài này được K.Schum. mô tả khoa học đầu tiên năm 1901.